# Катя Зайцінгер
Катя Зайцінгер (нім. Katja Seizinger) — німецька гірськолижниця, триразова олімпійська чемпіонка, олімпійська медалістка, чемпіонка світу та призерка чемпіонатів світу, найтитулованіша з німецьких гірськолижниць.
Свою першу золоту олімпійську медаль та звання олімпійської чемпіонки Зайцінгер здобула на Ліллегаммерській олімпіаді 1994 року в швидкісному спуску. Вона знову виграла швидкісний спуск через чотири роки в Нагано. Два олімпійські золота в одній дисципліні поспіль — такого до неї не вдавалося жодній гірськолижниці. У Нагано Зайцінгер виграла також змагання з гірськолижної комбінації. У доробку спортсменки ще дві бронзові олімпійські медалі.
Зайцінгер 36 разів вигравала етапи кубка світу, двічі вигравала кубок світу в загальному заліку, 4 рази — в швидкісному спуску й 5 разів у супергіганті.
1998 року спортсменка пошкодила коліна, що стало причиною завершення кар'єри.

## Кубок світу

### Місце
| Сезон | Вік | Загальний залік      | Слалом               | Гігантський слалом   | Супергігант          | Швидкісний спуск     | Комбінація           |
| ----- | --- | -------------------- | -------------------- | -------------------- | -------------------- | -------------------- | -------------------- |
| 1990  | 17  | 44                   | –                    | 39                   | 12                   | –                    | 21                   |
| 1991  | 18  | 15                   | –                    | 29                   | 3                    | 13                   | 12                   |
| 1992  | 19  | 3                    | –                    | 10                   | 4                    | 1                    | —                    |
| 1993  | 20  | 2                    | 58                   | 7                    | 1                    | 1                    | 7                    |
| 1994  | 21  | 3                    | 49                   | 6                    | 1                    | 1                    | 19                   |
| 1995  | 22  | 2                    | 19                   | 9                    | 1                    | 3                    | 4                    |
| 1996  | 23  | 1                    | 39                   | 2                    | 1                    | 2                    | —                    |
| 1997  | 24  | 2                    | 19                   | 2                    | 2                    | 5                    | —                    |
| 1998  | 25  | 1                    | 12                   | 6                    | 1                    | 1                    | 2                    |
| 1999  | 26  | травма, не виступала | травма, не виступала | травма, не виступала | травма, не виступала | травма, не виступала | травма, не виступала |

## Зовнішні посилання
- Досьє на сайті Міжнародної федерації лижних видів спорту [Архівовано 7 березня 2016 у Wayback Machine.]

## Виноски
1. ↑  Енциклопедія Брокгауз
2. ↑  Lillehammer 1994 Official Report (PDF). Lillehammer Olympiske Organisasjonskomité. LA84 Foundation. 1994. Архів оригіналу (PDF) за 12 вересня 2016. Процитовано 20 листопада 2013.
3. ↑  Alpine Skiing at the 1994 Lillehammer Winter Games: Women's Downhill. Sports Reference. Архів оригіналу за 17 квітня 2020. Процитовано 29 березня 2018.
4. ↑  Nagano 1998 Official Report - Volume 3 (PDF). Nagano Olympics Organizing Committee. LA84 Foundation. 1998. Архів оригіналу (PDF) за 26 лютого 2008. Процитовано 30 вересня 2013. {{cite web}}: Cite має пустий невідомий параметр: |df= (довідка)